# Casaloldo
Casaloldo (lombardul: Casalòlt) település Olaszországban, Lombardia régióban, Mantova megyében. Lakosainak száma 2578 fő (2023. január 1.). Casaloldo Asola, Castel Goffredo, Ceresara és Piubega községekkel határos.

## Népesség
A település népességének változása:
| Lakosok száma | 2687 | 2699 | 2578 |
|               | 2017 | 2018 | 2023 |